# كارين ك. كالدويل
كارين ك. كالدويل (بالإنجليزية: Karen K. Caldwell)‏ هي قاضية ومحامية أمريكية، ولدت في 1956 في ستانفورد في الولايات المتحدة.